# Phaca mortonii
Phaca mortonii là một loài thực vật có hoa trong họ Đậu. Loài này được (Nutt.) Piper miêu tả khoa học đầu tiên năm 1906.